# 휴대 전화

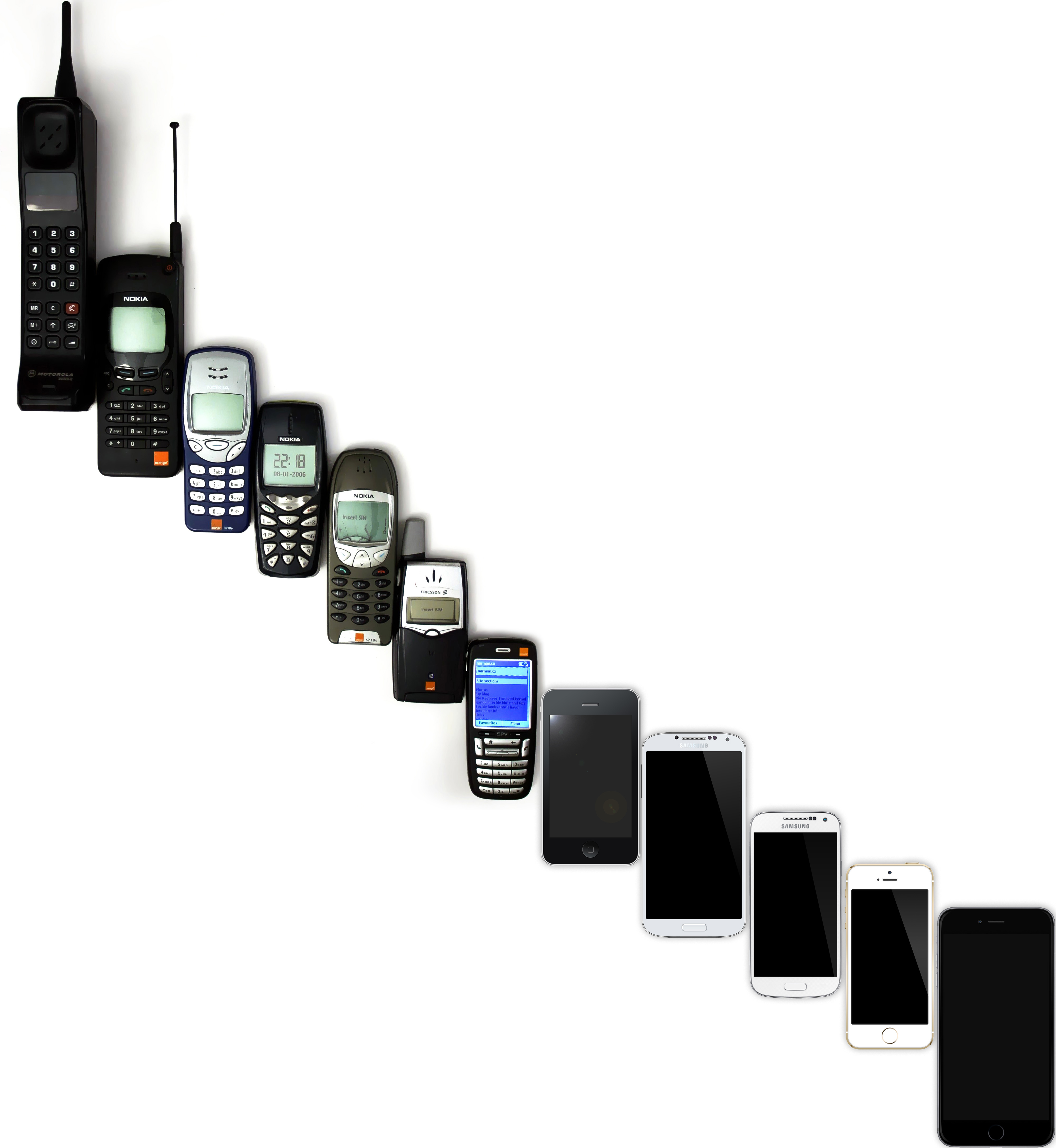
1992년 모토로라 다이나택 8000X부터 2014년 아이폰 6 플러스까지 20년간 진화한 휴대 전화

휴대 전화(携帶電話, 영어: cellular phone, cellphone, mobile phone, 문화어: 손전화, 무선대화기)나 핸드폰 또는 휴대폰은 사용자가 지정된 전화 서비스 지역 내에서 이동하면서 무선주파수 링크를 통해 전화를 걸고 받을 수 있는 휴대용 전화이다. 고정된 위치의 전화(유선전화)와는 다르다. 이 무선주파수 링크는 이동 통신망 사업자의 교환 시스템에 연결되어 공중 교환 전화망 (PSTN)에 접속할 수 있게 해준다. 현대 이동 통신은 셀룰러 네트워크 아키텍처를 기반으로 하며, 이 때문에 북미에서는 휴대 전화를 '셀폰'(cell phone)이라고 부르기도 한다.
전통적인 음성 통화 외에도 디지털 휴대 전화는 다양한 추가 서비스를 지원하도록 발전했다. 여기에는 문자 메시징, 멀티미디어 메시징, 전자우편, 그리고 인터넷 접속(LTE, 5G NR 또는 와이파이를 통해)이 포함되며, 블루투스, 적외선, 초광대역 (UWB)과 같은 단거리 무선 기술도 지원한다.
휴대 전화는 또한 디지털 사진, 비디오 녹화, 게임과 같은 다양한 멀티미디어 기능을 지원한다. 또한 비디오 콘텐츠를 포함한 멀티미디어 재생 및 스트리밍뿐만 아니라 라디오 및 텔레비전 스트리밍도 가능하다. 나아가 휴대 전화는 위성 기반 서비스인 내비게이션 및 메시징뿐만 아니라 비즈니스 애플리케이션 및 결제 솔루션(QR 코드 스캔 또는 NFC를 통해)을 제공한다. 기본적인 기능만 제공하는 휴대 전화를 피처폰이라고 부르며(속어: 멍청한 전화), 고급 컴퓨팅 성능을 가진 전화는 스마트폰이라고 한다.
최초의 휴대용 휴대 전화는 1973년 4월 3일 뉴욕에서 모토로라의 마틴 쿠퍼가 약 2 킬로그램 (4.4 파운드)의 단말기를 사용하여 시연했다. 1979년, 일본전신전화(NTT)는 일본에서 세계 최초의 셀룰러 네트워크를 출시했다. 1983년, 다이나택 8000x는 최초의 상용 휴대용 휴대 전화였다. 1993년부터 2024년까지 전 세계 휴대 전화 가입자 수는 91억 명 이상으로 증가하여 지구상의 모든 사람에게 하나씩 제공될 수 있을 정도이다. 2024년, 전 세계 주요 스마트폰 제조사는 삼성, 애플, 샤오미였으며, 스마트폰 판매량은 전체 휴대 전화 판매량의 약 50%를 차지했다. 2016년을 기준으로 피처폰의 최고 판매 브랜드는 삼성, 노키아, 알카텔이었다.
휴대 전화는 가장 널리 사용되고 판매되는 소비자 가전제품 중 하나로 중요한 인간 발명품으로 여겨진다. 일부 지역에서는 인기가 빠르게 증가했다. 예를 들어, 영국에서는 1999년에 휴대 전화의 총 개수가 가구 수를 넘어섰다. 오늘날 휴대 전화는 전 세계적으로 보편화되어 있으며, 전 세계 국가의 거의 절반에서 인구의 90% 이상이 적어도 하나를 소유하고 있다.

## 이름
"모바일 폰"은 가장 흔한 영어 용어이며, "셀폰"은 북미에서 더 흔하게 사용되는 용어이다. – 둘 다 본질적으로 각각 "모바일 텔레폰"과 "셀룰러 텔레폰"의 줄임말이다. 종종 구어체로는 단순히 폰, 모바일 또는 셀이라고 불리기도 한다. 휴대 전화를 지칭하는 여러 대체 단어들도 사용되었으나, 대부분은 더 이상 사용되지 않는다. 예를 들어: "모바일 핸드셋", "무선 전화", "모바일 터미널", "셀룰러 장치", "핸드폰", "포켓 폰" 등이 있다.

## 역사

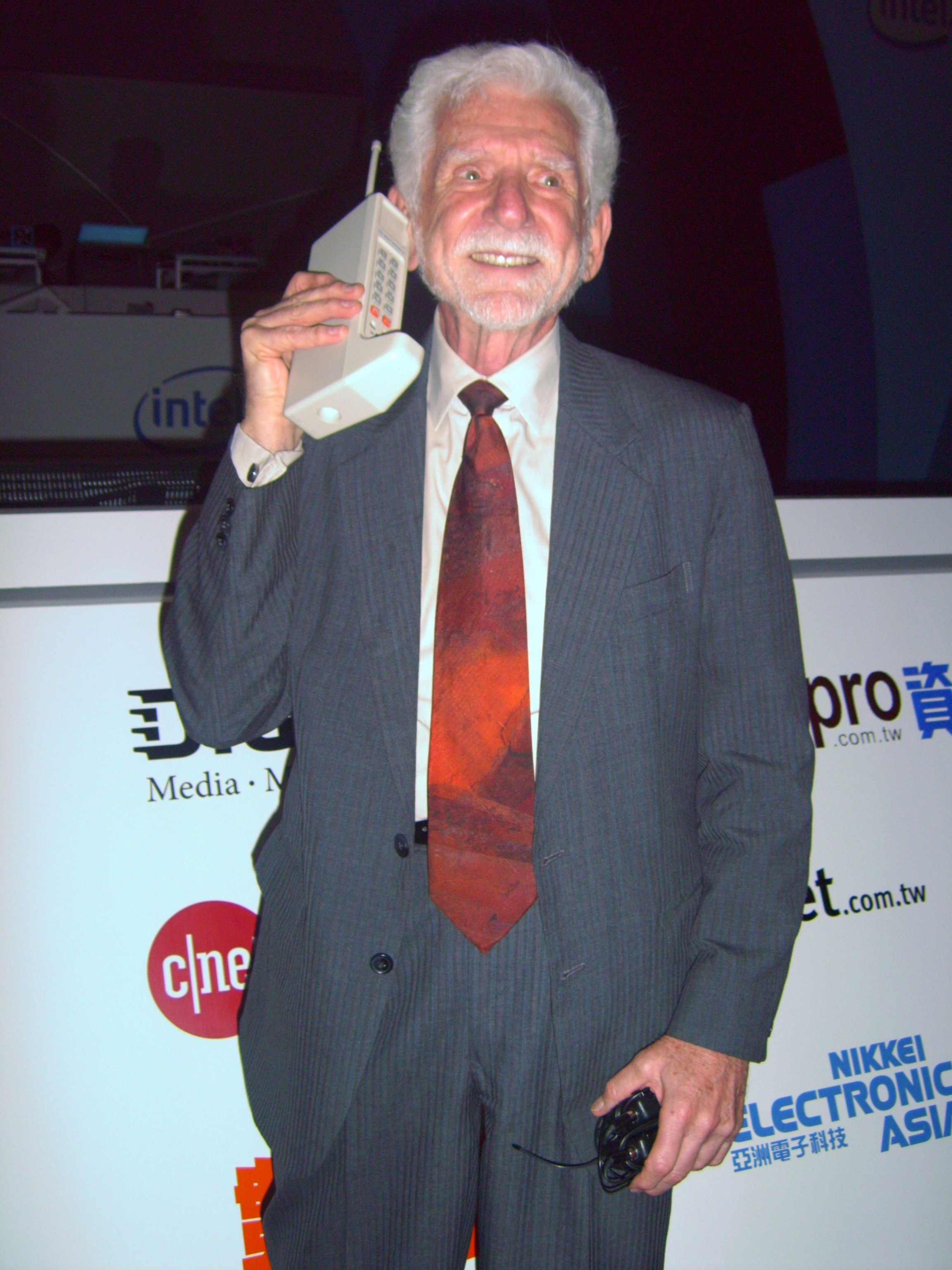
마틴 쿠퍼는 1973년 4월 3일 프로토타입 다이나택 모델로 대중에게 처음 공개된 휴대용 휴대 전화 통화를 했다. (2007년 재현 모습)

휴대용 이동 무선 전화 서비스는 무선 공학 초기 단계부터 구상되었다. 1917년, 핀란드 발명가 에릭 티게르스테트는 "매우 얇은 탄소 마이크가 달린 주머니 크기의 접이식 전화"에 대한 특허를 출원했다. 휴대 전화의 초기 선구자로는 선박과 기차에서 사용된 아날로그 무선 통신이 있었다. 진정한 휴대용 전화 장치를 만들려는 경쟁은 제2차 세계 대전 이후 여러 국가에서 개발이 진행되면서 시작되었다. 이동 통신의 발전은 벨 시스템의 모바일 텔레폰 서비스(Mobile Telephone Service) 및 그 후속인 임프루브드 모바일 텔레폰 서비스(Improved Mobile Telephone Service)와 같은 초기 0세대(0세대 이동 통신) 서비스부터 시작하여 연속적인 "세대"로 추적되어 왔다. 이러한 0세대 시스템은 셀룰러 방식이 아니었고, 몇 개의 동시 통화만 지원했으며, 매우 비쌌다.

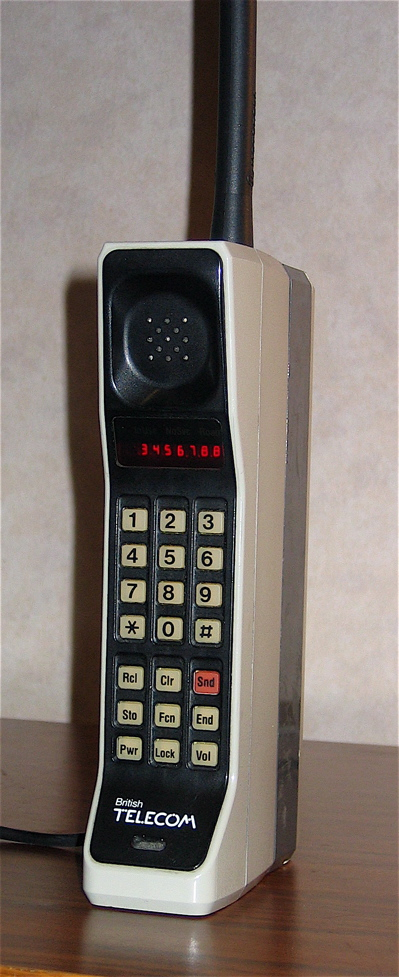
모토로라 다이나택 8000X. 1983년에 최초의 상업용 휴대용 셀룰러 휴대 전화가 되었다.

휴대 전화 기술은 그 시작 이래로 상당히 발전하여 대형 차량 장착 시스템에서 소형 휴대용 장치로 진화했다. 초기 휴대 전화는 크기와 전력 요구 사항 때문에 차량에 설치해야 했다. 1973년, 존 F. 미첼과 모토로라의 마틴 쿠퍼가 2 킬로그램 (4.4 lb) 무게의 핸드셋을 사용하여 최초의 휴대용 셀룰러 휴대 전화를 시연하면서 큰 돌파구가 마련되었다. 쿠퍼는 휴대 전화로 첫 전화를 걸었을 때, 경쟁사인 AT&T에서 일하는 조엘 S. 엥겔에게 "휴대 전화로 전화하고 있는데, 진짜 휴대 전화, 개인용 휴대 전화로 전화하고 있어."라고 말했다.
최초의 상용 자동 셀룰러 네트워크(1세대 이동 통신) 아날로그는 1979년 일본전신전화에 의해 일본에서 출시되었다. 이어서 1981년에는 노르딕 모바일 텔레폰 (NMT) 시스템이 덴마크, 핀란드, 노르웨이, 스웨덴에서 동시에 출시되었다. 이후 1980년대 초중반에 여러 다른 국가들도 뒤따랐다. 이러한 1세대(1세대 이동 통신) 시스템은 훨씬 더 많은 동시 통화를 지원할 수 있었지만 여전히 아날로그 셀룰러 기술을 사용했다. 1983년, 다이나택 8000x는 최초의 상업용 휴대용 휴대 전화였다.
1991년, 2세대 이동 통신 디지털 셀룰러 기술은 라디오린야에 의해 GSM 표준으로 핀란드에서 출시되었다. 이는 새로운 통신 사업자들이 기존의 1세대 네트워크 사업자들에게 도전하면서 이 분야에서 경쟁을 촉발시켰다. GSM 표준은 유럽우편전기통신주관청회의(CEPT, "Conférence Européenne des Postes et Telecommunications", 유럽 우편 및 전기 통신 회의)에서 제시된 유럽의 구상이다. 프랑스와 독일의 R&D 협력으로 기술적 타당성이 입증되었고, 1987년에는 13개 유럽 국가들이 1991년까지 상업 서비스를 시작하기로 합의하는 양해각서가 체결되었다. GSM 표준의 첫 버전은 6,000페이지에 달했다. IEEE와 RSE는 최초의 디지털 이동 전화 표준에 기여한 토마스 호그와 필립 뒤피에게 2018년 제임스 클러크 맥스웰 메달을 수여했다. 2018년 현재 GSM은 220개 이상의 국가에서 50억 명 이상의 사람들이 사용하고 있다. GSM (2세대 이동 통신)은 3G, 4G, 5G로 발전했다. GSM의 표준화 기관은 1982년 CEPT 산하의 CEPT Working Group GSM (Group Special Mobile)에서 시작되었다. 1988년에 ETSI가 설립되었고, 모든 CEPT 표준화 활동은 ETSI로 이전되었다. Working Group GSM은 Technical Committee GSM이 되었다. 1991년에는 ETSI가 UMTS (3세대 이동 통신) 임무를 위원회에 부여하면서 Technical Committee SMG (Special Mobile Group)가 되었다. 디지털 신호를 통한 음성 전송 외에도 2세대 네트워크는 SMS 문자 메시지부터 시작하여 MMS, 그리고 이론상 최대 전송 속도 384 kbit/s (48 kB/s)의 모바일 인터넷에 이르기까지 모바일 데이터 서비스를 도입했다.

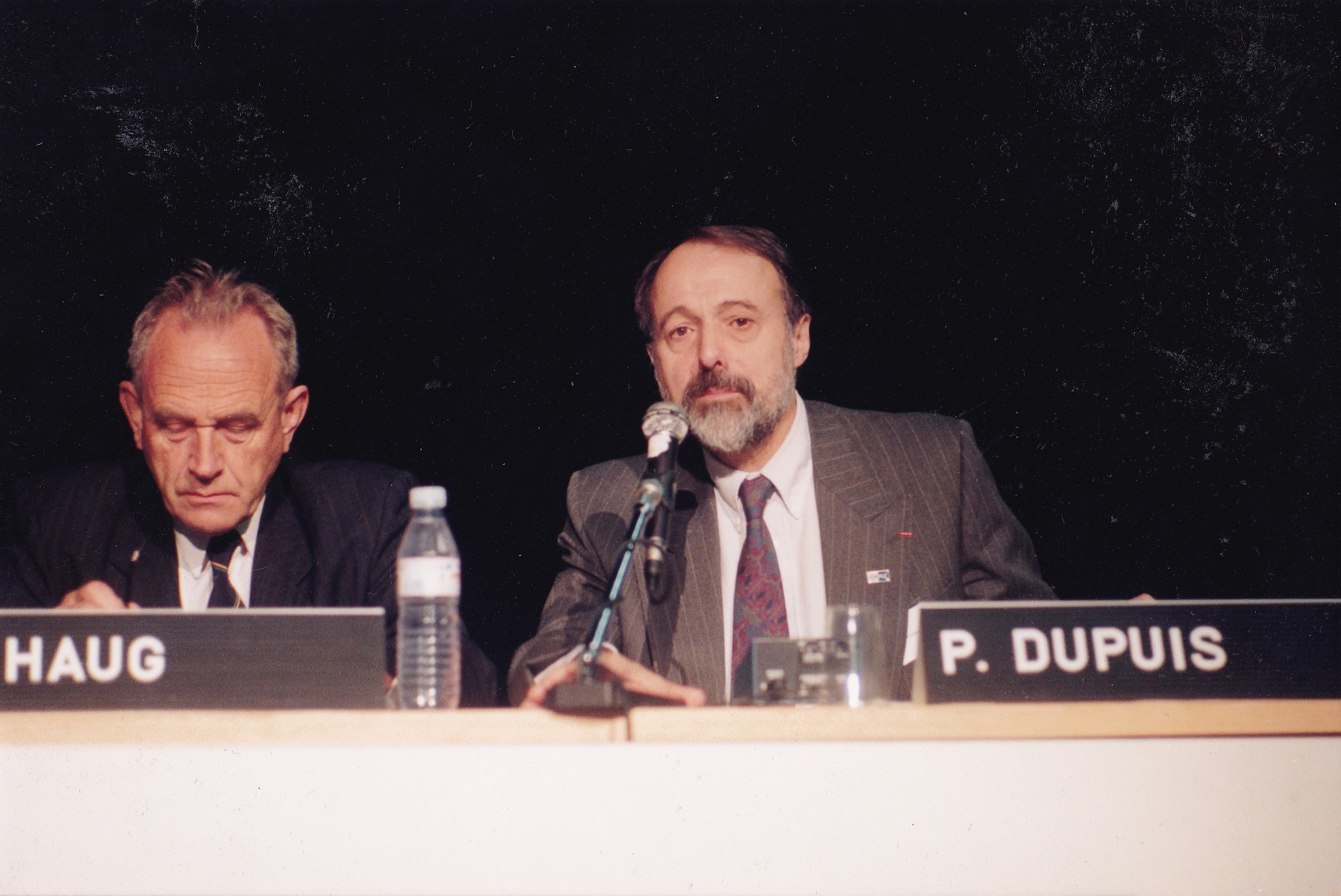
1992년 4월 벨기에에서 열린 GSM 회의 중인 뒤피와 호그

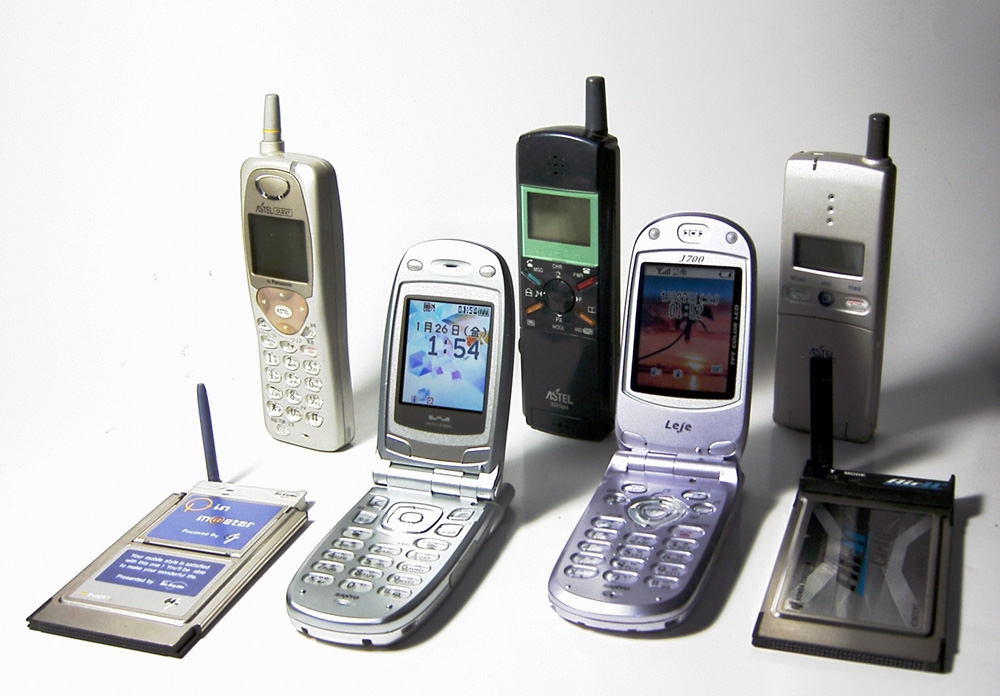
PHS 모바일 및 모뎀, 1997년–2003년

2001년, 3세대 이동 통신은 NTT 도코모에 의해 WCDMA 표준으로 일본에서 출시되었다. 이어서 고속 패킷 접속 (HSPA) 계열을 기반으로 한 3.5G 또는 3G+ 개선이 이루어져, UMTS 네트워크가 더 높은 데이터 전송 속도와 용량을 갖게 되었다. 3G는 Mbit/s 단위의 모바일 브로드밴드 접속을 스마트폰과 모바일 모뎀이 장착된 노트북 컴퓨터에 제공할 수 있다. 이는 모바일 인터넷 접속, VoIP, 화상 통화, 대용량 이메일 전송, 그리고 일반적으로 표준 화질의 비디오 시청에 적용될 수 있도록 보장한다.
2009년경에는 스트리밍과 같이 대역폭을 많이 사용하는 애플리케이션의 증가로 인해 언젠가는 3G 네트워크가 과부하될 것이 분명해졌다. 그 결과, 업계는 기존 3G 기술보다 최대 10배 빠른 속도를 약속하는 데이터 최적화 4세대 이동 통신 기술을 모색하기 시작했다. 최초의 공개 LTE 서비스는 2009년 텔리아소네라에 의해 스칸디나비아에서 출시되었다. 2010년대에 4세대 기술은 모바일 브로드밴드, IoT, 고정 무선 접속, 그리고 멀티미디어 스트리밍(음악, 비디오, 라디오, 텔레비전 포함)과 같은 고속 무선 통신을 제공하는 다양한 분야에서 다채로운 응용 분야를 찾았다.
5세대 이동 통신 셀룰러 네트워크의 배포는 2019년에 전 세계적으로 시작되었다. "5G"라는 용어는 원래 4세대 이동 통신/IMT-어드밴스드 표준 이후의 모바일 통신 표준에서 다음 주요 단계를 나타내기 위해 연구 논문 및 프로젝트에서 사용되었다. 3GPP는 5G를 5G NR (5G 뉴 라디오) 표준을 준수하는 모든 시스템으로 정의한다. 5G는 저대역, 중대역 또는 고대역 밀리미터파로 구현할 수 있으며, 다운로드 속도는 기가비트/초 (Gbit/s) 범위에 도달할 수 있고, 네트워크 지연 시간은 1밀리초를 목표로 한다. 이러한 거의 실시간에 가까운 응답성과 향상된 전반적인 데이터 성능은 온라인 게임, 증강 현실 및 가상 현실, 자율주행차, IoT, 그리고 중요한 통신 서비스와 같은 응용 분야에 중요하다.

## 유형

인구 100명당 모바일 브로드밴드 활성 가입자 수

### 스마트폰
스마트폰은 인터넷 연결과 다양한 애플리케이션 접근을 포함하는 고급 컴퓨팅 기능으로 정의된다. 국제전기통신연합은 인터넷 연결 기능을 가진 기기를 Active Mobile-Broadband subscriptions(태블릿 등 포함)라고 부르며 측정한다. 선진국에서는 스마트폰이 이전의 모바일 기술을 대부분 대체했지만, 개발도상국에서는 전체 휴대 전화 사용량의 약 50%를 차지한다.

### 피처폰
피처폰은 일반적으로 최신 스마트폰과 대비하여 기능이 제한적인 휴대 전화를 설명하는 레트로님으로 사용되는 용어이다. 피처폰은 일반적으로 음성 통화 및 문자 메시지 기능을 제공하며, 기본적인 멀티미디어 및 인터넷 기능, 그리고 사용자의 무선 서비스 제공업체가 제공하는 기타 서비스를 제공한다. 피처폰은 음성 통화 및 문자 메시지만 가능한 기본 휴대 전화를 넘어서는 추가 기능을 가지고 있다. 피처폰과 기본 휴대 전화는 독점적인 맞춤형 소프트웨어 및 사용자 인터페이스를 사용하는 경향이 있다. 반면 스마트폰은 일반적으로 기기 간에 공통적인 특성을 공유하는 모바일 운영체제를 사용한다.

## 인프라

셀룰러 네트워크는 간섭을 피하기 위해 비인접 셀에서만 무선 주파수(이 예에서는 주파수 f1–f4)를 재사용하여 작동한다.

현대 셀룰러 네트워크가 이전 시스템에 비해 갖는 중요한 이점은 주파수 재사용 개념으로, 주어진 서비스 영역에서 많은 동시 전화 통화를 가능하게 한다. 이는 모바일 서비스에 할당된 제한된 무선 스펙트럼의 효율적인 사용을 가능하게 하고, 주어진 지리적 영역 내에서 수천 명의 가입자가 동시에 통화할 수 있도록 한다.
이전 시스템은 수십 킬로미터(마일) 범위의 하나 또는 두 개의 강력한 기지국으로 서비스 영역을 커버했으며, 소수의 무선 채널(주파수)만 사용했다. 일단 이 소수의 채널이 고객에 의해 사용되면, 다른 사용자가 채널을 비울 때까지는 더 이상 고객에게 서비스를 제공할 수 없었다. 모든 고객에게 고유한 채널을 제공하는 것은 모바일 서비스에 할당된 대역폭이 충분하지 않으므로 비실용적이었다. 또한 안테나 효율성 및 수신기 설계와 같은 기술적 한계는 고객 장치가 사용할 수 있는 주파수 범위를 제한한다.
셀룰러 네트워크 휴대 전화 시스템은 서비스 영역을 각각 유용한 범위가 약 1킬로미터(마일) 정도인 많은 작은 셀로 나누는 것에서 이름을 따왔다. 이 시스템에는 수십 또는 수백 개의 가능한 채널이 할당되어 있다. 가입자가 전화 연결을 위해 주어진 채널을 사용하고 있을 때, 그 주파수는 지역 셀과 인접 셀의 다른 고객에게는 사용할 수 없다. 그러나 가입자의 휴대 전화가 너무 멀리 떨어져 있어 감지되지 않기 때문에 더 멀리 떨어진 셀은 간섭 없이 해당 채널을 재사용할 수 있다. 각 기지국의 송신기 전력은 자체 셀에 효율적으로 서비스를 제공하도록 조정되지만, 더 멀리 떨어진 셀에 간섭을 일으키지 않도록 조정된다.
고객의 단말기와 기지국에 내장된 자동화 시스템은 서비스 영역 내 단말기 존재 감지, 통화를 거는 단말기에 대한 임시 채널 할당, 다른 가입자와 연결하기 위한 유선 네트워크 측과의 인터페이스, 서비스 요금 정보 수집 등 통화의 모든 단계를 제어한다. 자동화 시스템은 진행 중인 통화가 중단 없이 계속되도록 고객 단말기가 한 셀에서 다른 셀로 이동할 때 "핸드오프"를 제어할 수 있으며, 필요한 경우 채널을 변경할 수 있다. 이와 대조적으로 가장 초기의 휴대 전화 시스템에서는 모든 제어가 수동으로 이루어졌다. 고객은 비어 있는 채널을 찾아 이동 통신사에게 유선 전화 번호 또는 다른 모바일로 연결을 요청했다. 통화가 종료되면 이동 통신사는 수동으로 요금 정보를 기록했다.
휴대 전화는 전화 서비스 지역 전반에 걸쳐 통신 범위를 제공하기 위해 배치된 기지국과 통신하며, 이 서비스 지역은 '셀'로 나뉜다. 각 셀은 이웃 셀과 다른 주파수 세트를 사용하며, 일반적으로 다른 위치에 배치된 세 개의 기지국으로 커버된다. 기지국은 일반적으로 유선 연결을 통해 서로 그리고 전화망과 인터넷에 연결된다. 대역폭 제한으로 인해 각 셀은 한 번에 처리할 수 있는 최대 휴대 전화 수가 있다. 따라서 셀의 크기는 예상 사용 밀도에 따라 결정되며, 도시에서는 훨씬 작을 수 있다. 이 경우 셀 외부로 전파가 나가지 않도록 훨씬 낮은 송신기 전력을 사용한다.
많은 트래픽을 처리하기 위해 동일한 지역에 여러 기지국을 설치할 수 있다(다른 주파수 사용). 이는 영구적으로 또는 특별 행사나 재난 시에 일시적으로 수행될 수 있다. 휴대 전화 회사는 비정상적으로 높은 트래픽을 처리하기 위해 장비가 장착된 트럭을 가져올 것이다.
전화 회사들이 디지털 네트워크를 구축하면서 용량이 더욱 증가했다. 디지털 방식에서는 하나의 주파수가 여러 동시 통화를 처리할 수 있다.
또한, 단거리 와이파이 인프라는 스마트폰에서 가능한 한 많이 사용되며, 이는 셀 네트워크의 트래픽을 로컬 네트워크로 분산시킨다.

## 하드웨어
모든 휴대 전화에서 발견되는 공통 구성 요소는 다음과 같다.
- 휴대 전화의 프로세서인 중앙 처리 장치 (CPU). CPU는 MOS 집적 회로 (IC) 칩에 제작된 마이크로프로세서이다.
- 전화 기능에 전원을 공급하는 배터리. 현대 핸드셋은 일반적으로 리튬 이온 (LIB) 배터리를 사용하며, 구형 핸드셋은 니켈 수소 (Ni–MH) 배터리를 사용했다.
- 사용자가 전화와 상호 작용할 수 있도록 하는 입력 메커니즘. 피처폰의 경우 키패드이며, 대부분의 스마트폰의 경우 정전식 감응 터치스크린이다.
- 사용자의 입력을 반영하고 문자 메시지, 연락처 등을 표시하는 디스플레이. 디스플레이는 일반적으로 액정 디스플레이 (LCD) 또는 OLED 디스플레이이다.
- 소리를 위한 스피커.
- SIM 카드 및 이동식 사용자 식별 모듈(R-UIM) 카드.
- 일부 전화에 있는 하드웨어 알림 LED.

저가형 휴대 전화는 흔히 피처폰이라 불리며 기본적인 전화 기능을 제공한다. 내장 소프트웨어 애플리케이션을 통해 더 발전된 컴퓨팅 능력을 가진 단말기는 스마트폰으로 알려져 있다. 최초의 GSM 전화와 많은 피처폰은 NOR 플래시 메모리를 가지고 있었는데, 이를 통해 프로세서 명령어를 실행 위치 아키텍처에서 직접 실행할 수 있었고 짧은 부팅 시간을 가능하게 했다. 스마트폰에서는 더 큰 저장 용량과 저렴한 비용으로 인해 낸드 플래시 메모리가 채택되었지만, 명령어를 직접 실행할 수 없어 먼저 RAM 메모리로 복사해야 하므로 부팅 시간이 길어진다.

### 중앙 처리 장치
휴대 전화는 컴퓨터와 유사한 중앙 처리 장치 (CPU)를 가지고 있지만, 저전력 환경에서 작동하도록 최적화되어 있다.
모바일 CPU 성능은 헤르츠의 배수로 주어지는 클럭 속도뿐만 아니라 메모리 계층 구조도 전체 성능에 크게 영향을 미친다. 이러한 문제로 인해 휴대 전화 CPU의 성능은 일반적으로 자주 사용되는 애플리케이션에서 실제 유효 성능을 측정하기 위한 다양한 표준화된 테스트에서 파생된 점수로 더 적절하게 표시된다.

### 디스플레이
휴대 전화의 주요 특징 중 하나는 화면이다. 기기의 종류와 디자인에 따라 화면이 기기 전면 공간의 대부분 또는 거의 전체를 차지한다. 많은 스마트폰 디스플레이는 화면 비율이 16:9였지만, 2017년 이후 더 길쭉한 화면 비율이 더 흔해졌다.
화면 크기는 일반적으로 대각선 인치 또는 밀리미터로 측정된다. 피처폰은 일반적으로 화면 크기가 90 밀리미터 (3.5 in) 미만이다. 화면이 130 밀리미터 (5.2 in)보다 큰 전화기는 종종 "패블릿"이라고 불린다. 화면 크기가 115 밀리미터 (4.5 in)보다 큰 스마트폰은 대부분의 엄지손가락이 전체 화면 표면에 닿지 않기 때문에 한 손으로만 사용하기 어려운 경우가 많다. 이들은 손 안에서 움직여야 하거나, 한 손으로 잡고 다른 손으로 조작하거나, 양손으로 제자리에서 사용해야 할 수 있다. 디자인 발전 덕분에 대형 화면과 "엣지 투 엣지" 디자인을 가진 일부 현대 스마트폰은 인체공학적 특성을 개선하는 컴팩트한 구조를 가지고 있으며, 더 길쭉한 화면 비율로의 전환은 더 작은 16:9 디스플레이와 관련된 인체공학적 특성을 유지하면서도 더 큰 화면 크기를 가진 전화기를 탄생시켰다.
액정 디스플레이가 가장 흔하며, 다른 종류로는 IPS, LED, OLED, 그리고 AMOLED 디스플레이가 있다. 일부 디스플레이는 와콤과 삼성이 개발한 것과 같은 감압식 디지타이저와 통합되어 있으며, 애플의 "3D 터치" 시스템도 있다.

### 소리
소리 면에서는 스마트폰과 피처폰의 차이가 거의 없다. 보이스 오버 LTE 및 HD Voice와 같은 음질 향상 기능이 등장했으며, 종종 최신 스마트폰에서 사용할 수 있다. 전화 디자인, 셀룰러 네트워크 품질, 그리고 장거리 전화에 사용되는 압축 알고리즘으로 인해 음질 문제는 여전히 존재할 수 있다. 와이파이를 통한 VoIP 애플리케이션을 사용하면 오디오 품질을 향상시킬 수 있다. 휴대폰에는 작은 스피커가 있어 사용자가 스피커폰 기능을 사용하여 귀에 대지 않고도 전화로 다른 사람과 통화할 수 있다. 작은 스피커는 또한 귀에 가까이 대지 않고도 음악이나 음성 디지털 오디오 파일 또는 오디오 구성 요소가 있는 비디오를 들을 수 있다.

### 배터리
휴대 전화 배터리의 일반적인 수명은 약 2~3년이지만, 이는 사용 패턴, 환경 조건 및 전반적인 관리에 따라 달라진다. 대부분의 현대 휴대 전화는 리튬 이온 (Li-ion) 배터리를 사용하며, 500회에서 2,500회 충전 주기를 견딜 수 있도록 설계되었다. 정확한 주기 수는 충전 습관, 작동 온도 및 배터리 관리 시스템과 같은 요인에 따라 달라진다.
리튬 이온 배터리는 화학적 노화로 인해 시간이 지남에 따라 점진적으로 성능이 저하되며, 이는 종종 1~2년의 정기적인 사용 후 용량 및 성능 저하로 나타난다. 니켈 수소 (Ni-MH)와 같은 구형 배터리 유형과 달리, 리튬 이온 배터리는 수명을 유지하기 위해 완전히 방전될 필요가 없다. 실제로 리튬 이온 배터리는 전체 충전량의 30%에서 80% 사이를 유지할 때 가장 잘 작동한다. 과도한 열을 피하고 과충전을 최소화하는 등의 관행은 배터리 건강을 유지하는 데 도움이 될 수 있지만, 많은 현대 기기에는 내장된 안전 장치가 포함되어 있다. 이러한 안전 장치는 일반적으로 전화기의 내부 배터리 관리 시스템 (BMS)에 의해 관리되며, 배터리가 완전히 충전되면 전원을 차단하여 과충전을 방지한다. 또한, 대부분의 현대 충전기 및 기기는 배터리에 가해지는 스트레스를 최소화하도록 충전을 조절하도록 설계되었다. 따라서 좋은 충전 습관이 배터리 수명에 긍정적인 영향을 미칠 수 있지만, 대부분의 사용자는 이러한 통합 보호 기능의 이점을 누리므로 일상적인 사용에서 배터리 관리에 대한 걱정이 덜하다.
미래의 휴대 전화 배터리는 실리콘-탄소 (Si/C) 배터리 및 전고체 배터리와 같은 고급 기술을 활용할 것으로 예상되며, 이는 현재 리튬 이온 배터리보다 더 높은 에너지 밀도, 더 긴 수명 및 향상된 안전성을 제공할 것을 약속한다.

### SIM 카드

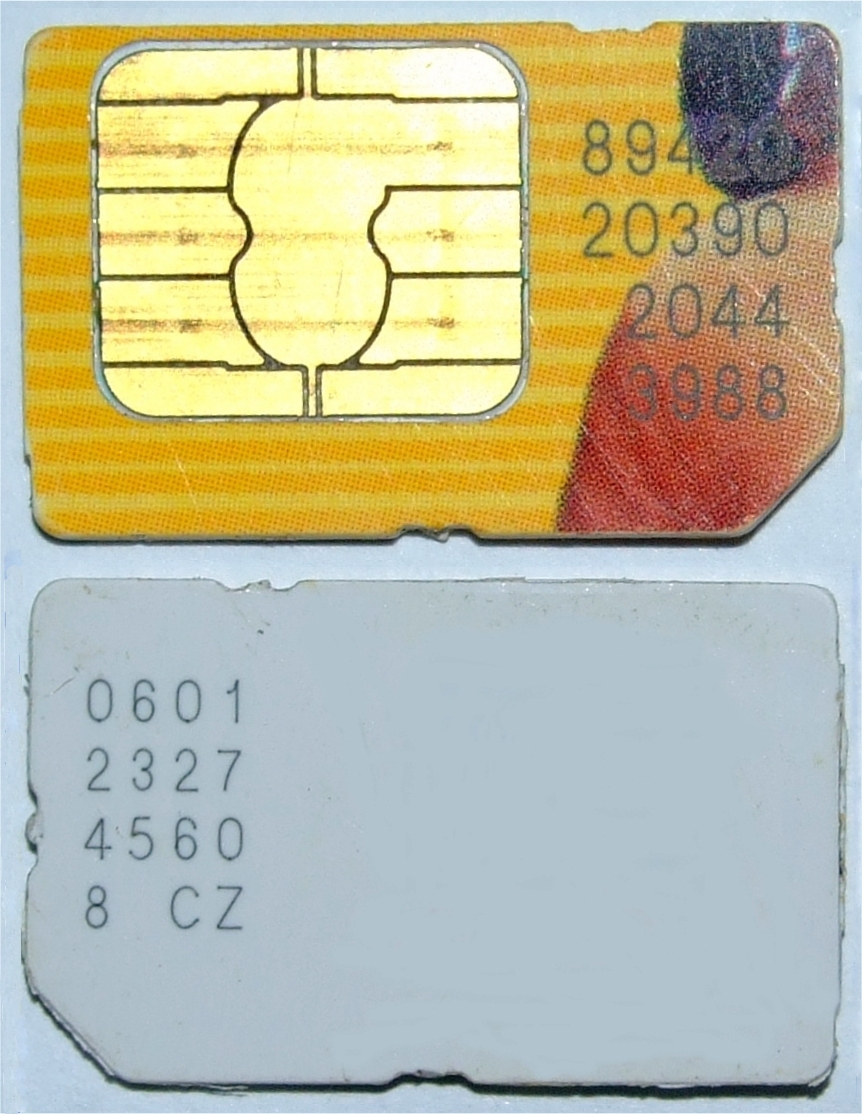
일반적인 휴대폰 미니-SIM 카드

휴대 전화는 작동을 위해 마이크로칩의 일종인 SIM (Subscriber Identity Module) 카드라고 불리는 작은 카드를 필요로 한다. SIM 카드는 작은 우표 크기이며 일반적으로 기기 후면 배터리 아래에 삽입된다. SIM은 휴대 전화 사용자를 식별하고 인증하는 데 사용되는 서비스 가입자 키 (IMSI)와 Ki를 안전하게 저장한다. SIM 카드는 SIM 락으로 인해 방해받지 않는 한, SIM 카드를 하나의 휴대 전화에서 제거하여 다른 휴대 전화나 광대역 전화 장치에 삽입하는 것만으로 사용자가 전화를 바꿀 수 있도록 한다. 최초의 SIM 카드는 1991년 뮌헨의 스마트 카드 제조업체 Giesecke & Devrient가 핀란드의 무선 네트워크 사업자 라디오린야를 위해 만들었다.
하이브리드 휴대 전화는 최대 4개의 SIM 카드를 보관할 수 있으며, 각 SIM 카드마다 다른 기기 식별자를 갖는다. SIM 카드와 R-UIM 카드를 혼용하여 GSM 및 CDMA 네트워크 모두에 접속할 수 있다. 2010년부터 이러한 전화기는 신흥 시장에서 인기를 얻었으며, 이는 가장 낮은 통화 비용을 얻으려는 욕구 때문이었다.
운영체제가 SIM 카드 제거를 감지하면 재부팅될 때까지 추가 작동을 거부할 수 있다.

## 소프트웨어

### 소프트웨어 플랫폼

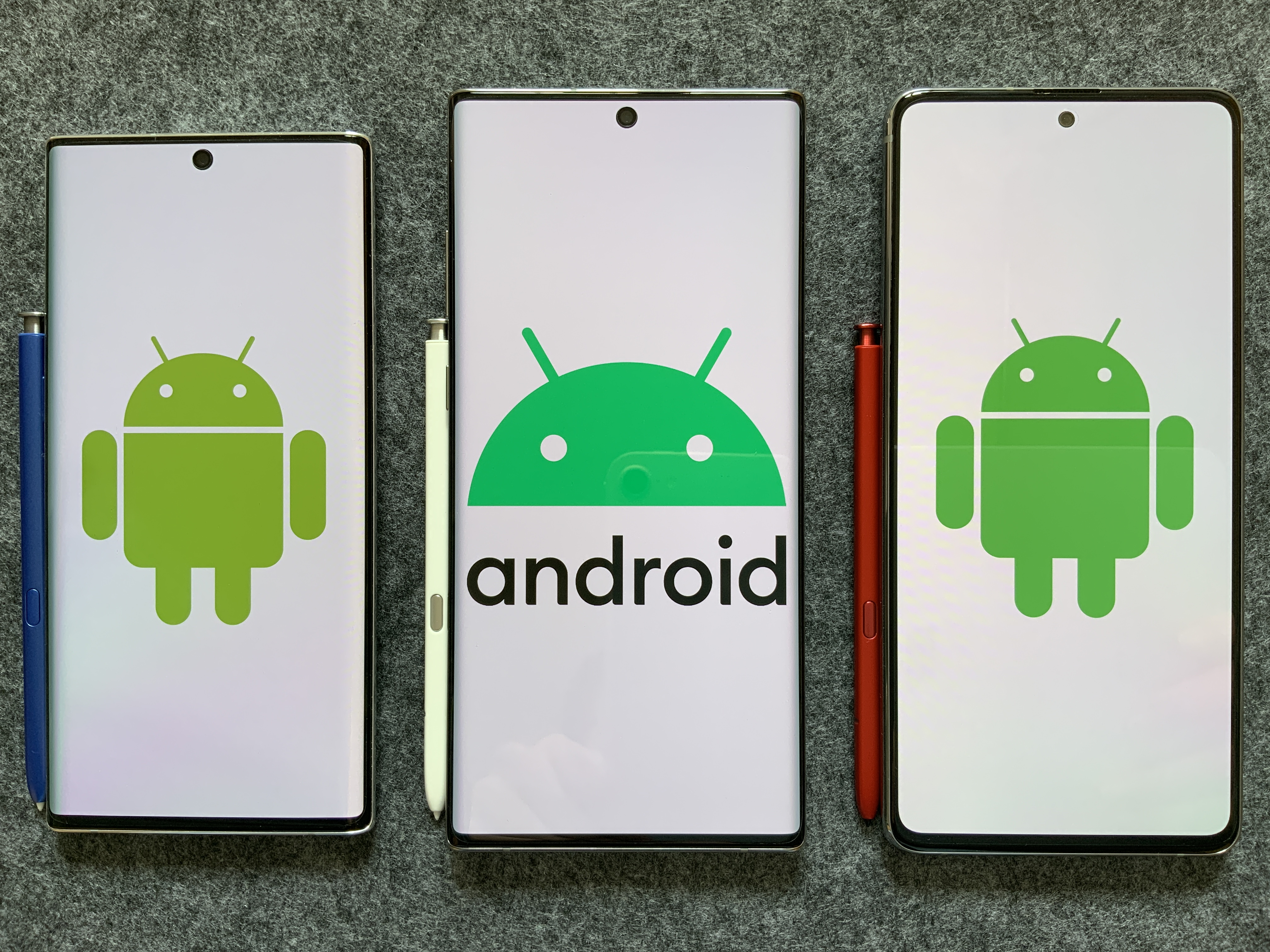
안드로이드 스마트폰

피처폰은 기본적인 소프트웨어 플랫폼을 가지고 있다. 스마트폰은 고급 소프트웨어 플랫폼을 가지고 있다. 안드로이드 OS는 2011년부터 스마트폰 분야에서 가장 많이 판매된 OS이다. 2025년 3월 현재, 안드로이드 OS는 전체 시장 점유율의 71.9%를 차지했으며, 두 번째로 큰 IOS는 27.7%를 차지했다.

### 모바일 앱
모바일 앱은 스마트폰과 같은 모바일 장치에서 실행되도록 설계된 컴퓨터 프로그램이다. "앱"이라는 용어는 "소프트웨어 애플리케이션"의 줄임말이다.
메시징

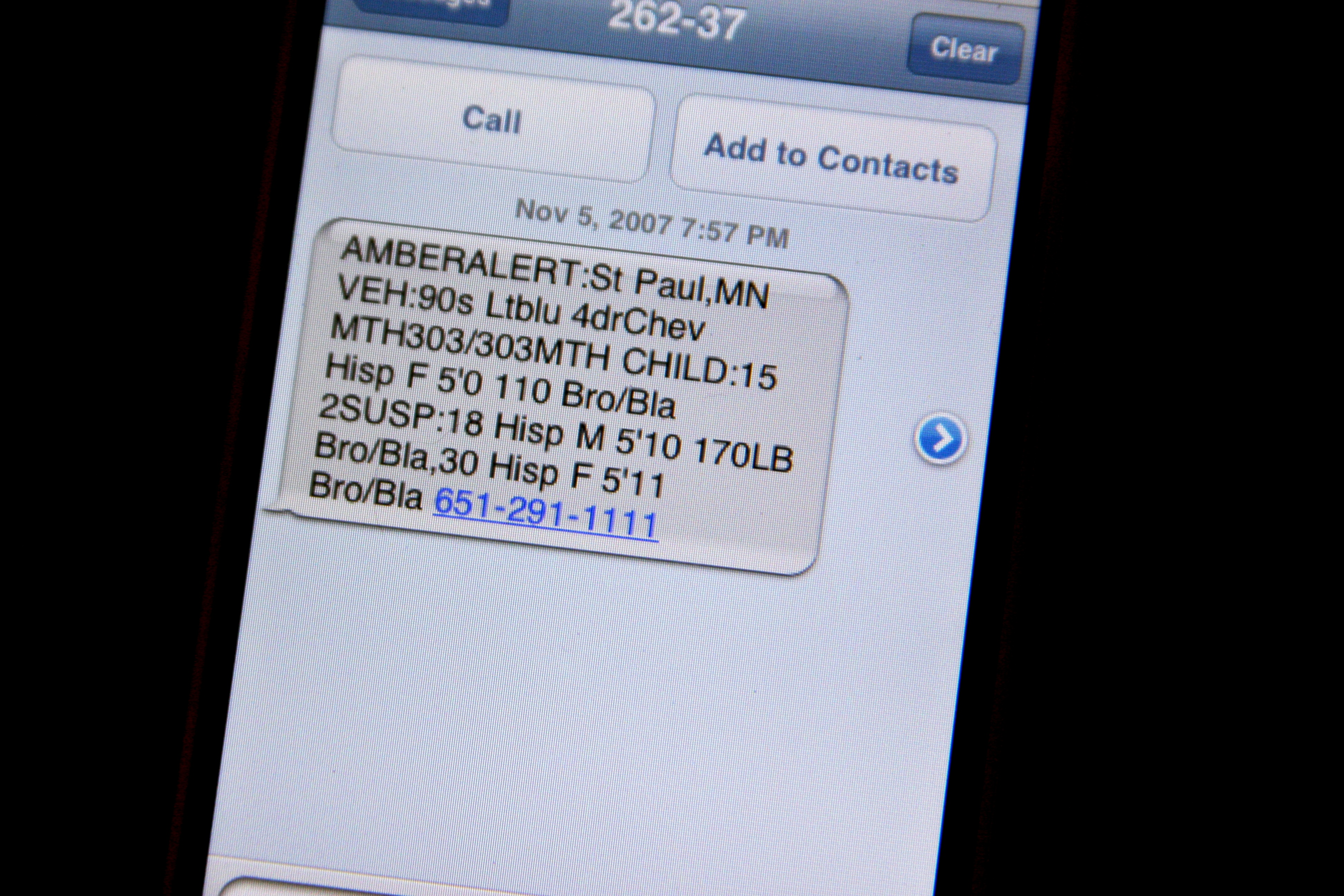
문자 메시지 (SMS)

휴대 전화의 일반적인 데이터 애플리케이션은 단문 메시지 서비스 (SMS) 문자 메시지이다. 최초의 SMS 메시지는 1992년 영국에서 컴퓨터에서 휴대 전화로 전송되었으며, 휴대 전화 간의 최초의 개인 간 SMS는 1993년 핀란드에서 전송되었다. SMS를 통해 제공되는 최초의 모바일 신문 서비스는 2000년 핀란드에서 출시되었으며, 그 후 많은 조직들이 SMS를 통해 "주문형" 및 "즉시" 뉴스 서비스를 제공했다. 멀티미디어 메시지 서비스 (MMS)는 2002년 3월에 도입되었다.

### 앱 스토어
2008년 7월 애플의 아이폰 및 아이팟 터치용 앱 스토어가 출시되면서 제조사가 호스팅하는 타사 애플리케이션(소프트웨어 및 컴퓨터 프로그램)의 온라인 배포가 단일 플랫폼에 집중되어 대중화되었다. 비디오 게임, 음악 제품, 비즈니스 도구 등 엄청나게 다양한 앱이 있다. 그 전까지 스마트폰 애플리케이션 배포는 타사 소스에 의존했으며, GetJar, Handango, Handmark, PocketGear와 같은 여러 플랫폼용 애플리케이션을 제공했다. 앱 스토어의 성공에 따라 다른 스마트폰 제조업체들도 구글의 안드로이드 마켓(나중에 구글 플레이 스토어로 이름 변경), RIM의 블랙베리 앱 월드, 또는 앱토이드, Cafe Bazaar, F-Droid, GetJar, 오페라 모바일 스토어와 같은 안드로이드 관련 앱 스토어를 출시했다. 2014년 2월, 모바일 개발자의 93%가 모바일 앱 개발을 위해 스마트폰을 우선적으로 목표로 삼고 있었다.

## 판매량

### 제조사별
| 1                                                                          | 삼성   | 21% |
| 2                                                                          | 애플   | 16% |
| 3                                                                          | 샤오미 | 13% |
| 4                                                                          | 오포   | 10% |
| 5                                                                          | 비보   | 9%  |
|                                                                            | 기타   | 31% |
| 참고: 제조사 출하량은 브랜드 출하량이며 모든 제조사의 OEM 판매는 제외한다. |        |     |

2022년 현재, 전 세계 상위 5개 제조사는 삼성 (21%), 애플 (16%), 샤오미 (13%), 오포 (10%), 그리고 비보 (9%)였다.
역사
1983년부터 1998년까지 모토로라는 휴대 전화 시장의 선두 주자였다. 노키아는 1998년부터 2012년까지 휴대 전화 시장의 선두 주자였다. 2012년 1분기에 삼성은 노키아를 제치고 9,350만 대를 판매하여 노키아의 8,270만 대를 넘어섰다. 삼성은 그 이후로 선두 자리를 유지하고 있다.
모토로라 외에도 노키아, 지멘스, 에릭슨과 같은 유럽 브랜드들은 한때 세계 휴대 전화 시장에서 큰 영향력을 가졌고, 많은 신기술이 유럽에서 개척되었다. 2010년까지 유럽 기업들의 영향력은 미국 및 아시아 기업들과의 치열한 경쟁으로 인해 크게 감소했으며, 대부분의 기술 혁신은 다른 곳으로 이동했다. 미국의 애플과 구글 또한 휴대 전화 소프트웨어를 지배하게 되었다.

### 이동 통신 사업자별
가입자 수 기준 세계 최대 이동 통신 사업자는 중국이동통신으로, 2018년 6월 현재 9억 2천만 명 이상의 휴대 전화 가입자를 보유하고 있다. 2009년 말 기준으로 50개 이상의 이동 통신 사업자가 각각 천만 명 이상의 가입자를 보유하고 있었으며, 150개 이상의 이동 통신 사업자가 백만 명 이상의 가입자를 보유하고 있었다. 2014년에는 전 세계적으로 70억 명 이상의 휴대 전화 가입자가 있었으며, 이 수는 계속 증가할 것으로 예상된다.틀:Update-inline

## 사용

인구 100명당 휴대 전화 가입자 수. 2014년 수치는 추정치이다.

휴대 전화는 가족 구성원과의 연락, 사업 수행, 비상 시 전화 접속 등 다양한 목적으로 사용된다. 어떤 사람들은 업무용과 개인용으로 두 대 이상의 휴대 전화를 가지고 다니기도 한다. 여러 개의 SIM 카드를 사용하여 다양한 통화 요금제의 이점을 활용할 수도 있다. 예를 들어, 특정 요금제는 더 저렴한 시내 전화, 장거리 전화, 국제 전화 또는 로밍을 제공할 수 있다.
휴대 전화는 사회의 다양한 맥락에서 사용되어 왔다. 예를 들면:
- 모토로라의 연구에 따르면, 휴대 전화 가입자 10명 중 1명은 다른 가족 구성원에게 종종 비밀로 하는 두 번째 전화를 가지고 있는 것으로 나타났다. 이 전화들은 불륜이나 은밀한 사업 거래와 같은 활동에 사용될 수 있다.[60]
- 일부 조직은 가정 폭력 피해자를 지원하기 위해 비상 시 사용할 휴대 전화를 제공한다. 이는 종종 재활용된 전화이다.[61]
- 광범위한 문자 메시지의 출현으로 휴대 전화 소설이 탄생했는데, 이는 휴대 전화 시대로부터 탄생한 최초의 문학 장르로, 텍스트 메시징을 통해 소설 전체를 수집하는 웹사이트로 전송된다.[62]
- 이동 통신은 또한 행동주의와 시민저널리즘을 용이하게 한다.
- 유엔은 휴대 전화가 다른 어떤 기술보다 빠르게 확산되었으며, 특히 최빈국에서 유선전화나 인터넷을 사용할 수 없는 곳에서 정보 접근을 제공함으로써 개발도상국의 가장 가난한 사람들의 생계를 향상시킬 수 있다고 보고했다. 휴대 전화 사용은 또한 거리에서 통화 시간을 판매하거나 단말기를 수리하거나 재생하는 것과 같은 일을 제공함으로써 풍부한 소규모 기업을 탄생시킨다.[63]
- 말리와 다른 아프리카 국가에서는 사람들이 결혼식, 출생 및 기타 행사에 대해 친구와 친척에게 알리기 위해 마을에서 마을로 여행하곤 했다. 이제는 휴대 전화 통신이 가능한 지역에서는 이를 피할 수 있으며, 이는 일반적으로 유선 전화 보급 지역보다 훨씬 넓다.
- TV 산업은 최근 모바일 앱, 광고, 소셜 TV, 모바일 TV를 통해 라이브 TV 시청을 유도하기 위해 휴대 전화를 사용하기 시작했다.[64] 미국인의 86%가 TV를 보면서 휴대 전화를 사용하는 것으로 추정된다.
- 세계 일부 지역에서는 휴대 전화 공유가 흔하다. 휴대 전화 공유는 인도 도시 지역에서 널리 퍼져 있으며, 가족이나 친구 그룹이 한 명 이상의 휴대 전화를 공유하는 경우가 많다. 분명한 경제적 이점이 있지만, 종종 가족 관습과 전통적인 성 역할이 작용한다.[65] 교사나 선교사가 소유한 휴대 전화 한 대만 마을 전체 구성원이 필요한 통화를 위해 사용할 수 있는 것이 흔하다.[66]
- 스마트폰은 당뇨병 환자에게도 유용하게 사용된다. 당뇨병 환자가 혈당을 자가 모니터링하고 플래시 모니터와 동기화할 수 있는 앱이 있다. 이 앱은 비상 시 다른 가족 구성원이나 의료 제공자에게 자동 피드백 또는 경고를 보내는 기능도 갖추고 있다.

### 콘텐츠 배포
1998년, 휴대 전화를 통해 미디어 콘텐츠를 배포하고 판매하는 최초의 사례 중 하나는 핀란드의 라디오린야가 벨소리를 판매한 것이었다. 곧이어 뉴스, 비디오 게임, 농담, 운세, TV 콘텐츠 및 광고와 같은 다른 미디어 콘텐츠도 등장했다. 초기 휴대 전화 콘텐츠는 대부분 배너 광고나 TV 뉴스 하이라이트 비디오 클립과 같은 레거시 미디어의 복사본이었다. 최근에는 벨소리 및 링백톤에서 mobisode에 이르기까지 휴대 전화 전용으로 제작된 비디오 콘텐츠와 같은 독특한 콘텐츠가 등장하고 있다.

### 모바일 뱅킹 및 결제

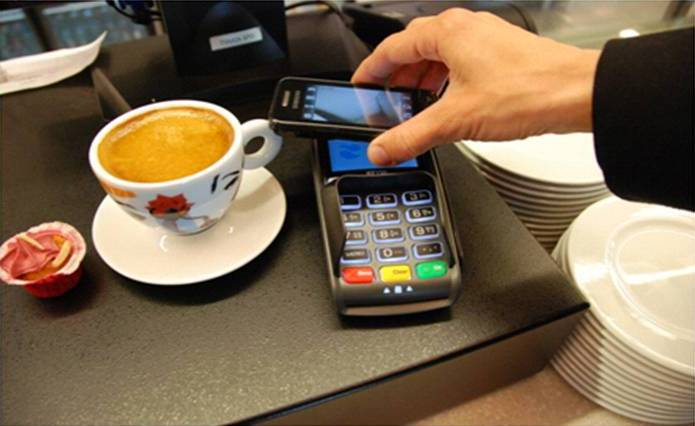
모바일 결제 시스템

많은 국가에서 휴대 전화는 모바일 뱅킹 서비스를 제공하는 데 사용되며, 여기에는 안전한 SMS 문자 메시지를 통해 현금 결제를 이체하는 기능이 포함될 수 있다. 예를 들어, 케냐의 M-PESA 모바일 뱅킹 서비스는 이동 통신 사업자 사파리콤의 고객이 SIM 카드에 기록된 현금 잔액을 보유할 수 있도록 한다. 현금은 전국에 위치한 사파리콤 소매점에서 M-PESA 계좌에 입금하거나 인출할 수 있으며, 개인 간에 전자적으로 이체하거나 회사에 청구서를 지불하는 데 사용할 수 있다.
브랜치리스 뱅킹은 남아프리카 공화국과 필리핀에서도 성공을 거두었다. 발리주에서 2011년에 국제 금융 공사와 인도네시아 은행인 Bank Mandiri가 시범 프로젝트를 시작했다.
모바일 결제는 1998년 핀란드에서 두 대의 코카콜라 자판기가 SMS 결제를 사용할 수 있도록 하면서 처음 시범 운영되었다. 결국 이 아이디어는 확산되었고 1999년 필리핀은 이동 통신사 글로브와 스마트와 함께 국내 최초의 상업용 모바일 결제 시스템을 출시했다.
일부 휴대폰은 직접 모바일 청구 방식을 통해 모바일 결제를 할 수 있으며, 휴대폰과 POS가 NFC를 지원하는 경우 비접촉 결제를 통해 결제할 수도 있다. NFC를 장착한 휴대폰을 통해 비접촉 결제를 가능하게 하려면 제조업체, 네트워크 사업자 및 소매 상인의 협력이 필요하다.

### 모바일 추적
휴대 전화는 일반적으로 위치 데이터를 수집하는 데 사용된다. 전화기가 켜져 있는 동안(사용 중이든 아니든) 다중측량이라는 기술을 사용하여 휴대 전화에서 소유자 근처의 여러 기지국 각각으로 신호가 이동하는 시간 차이를 계산함으로써 휴대 전화의 지리적 위치를 쉽게 파악할 수 있다.
휴대 전화 사용자의 움직임은 서비스 제공업체에 의해 추적될 수 있으며, 원하는 경우 법 집행 기관 및 정부에 의해서도 추적될 수 있다. SIM 카드와 단말기 모두 추적될 수 있다.
중국은 베이징 시민들의 통근 패턴을 추적하기 위해 이 기술을 사용할 것을 제안했다. 영국과 미국에서는 법 집행 기관과 정보 기관이 휴대 전화를 사용하여 감시 작전을 수행한다.
해커들은 가입자의 전화번호를 알아내어 전화의 위치를 추적하고 메시지를 읽으며 통화를 녹음할 수 있었다.

### 전자 쓰레기 규제

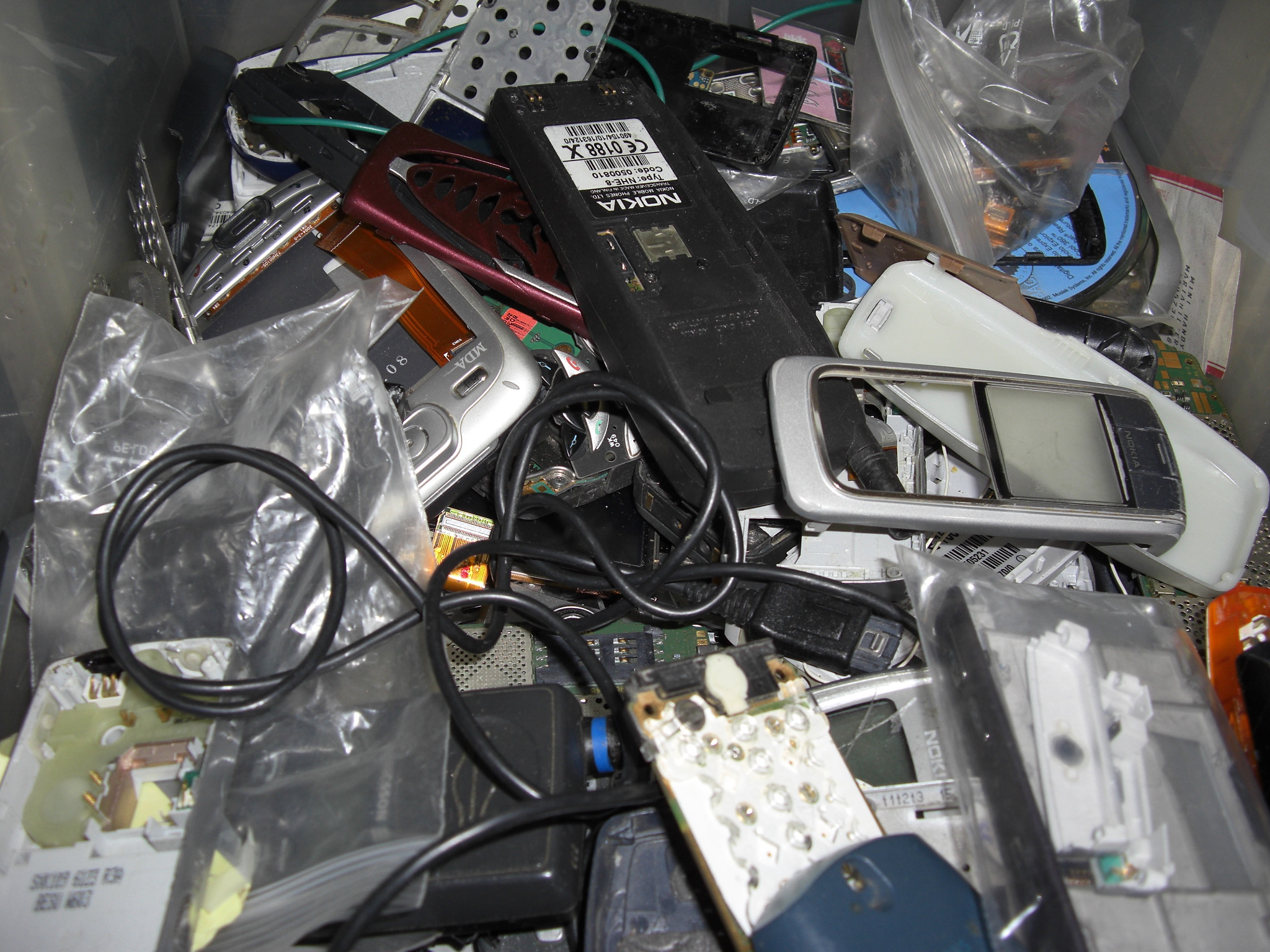
폐기된 휴대폰

연구에 따르면 휴대 전화 환경 영향의 약 40-50%가 인쇄 회로 기판 및 집적 회로 제조 과정에서 발생한다.
평균 사용자는 11~18개월마다 휴대 전화를 교체하며, 폐기된 전화기는 전자 쓰레기가 된다. 유럽 내 휴대 전화 제조업체는 WEEE 지침의 적용을 받으며, 호주는 휴대 전화 재활용 제도를 도입했다.
애플은 노후되거나 고장난 아이폰 재활용을 위한 Liam이라는 고급 로봇 해체 및 분류기를 가지고 있었다.

### 절도
연방 통신 위원회에 따르면, 강도 사건 3건 중 1건은 휴대폰 절도와 관련이 있다. 샌프란시스코 경찰 자료에 따르면 2012년 모든 강도 사건의 절반이 휴대폰 절도였다. Secure our Smartphones라는 온라인 청원은 스마트폰 제조업체들에게 도난 시 사용할 수 없도록 킬 스위치를 기기에 설치할 것을 촉구했다. 이 청원은 뉴욕 법무장관 에릭 슈나이더만과 샌프란시스코 지방검사 조지 가스콘의 공동 노력의 일환이었으며, 주요 스마트폰 제조업체 및 통신사 CEO들에게 전달되었다. 2013년 6월 10일, 애플은 2013년 10월 출시 예정인 다음 아이폰 운영체제인 IOS 7에 "킬 스위치"를 설치할 것이라고 발표했다.
모든 휴대 전화에는 IMEI라는 고유 식별자가 있다. 누구나 자신의 전화기를 통신사에 분실 또는 도난으로 신고할 수 있으며, 해당 IMEI는 중앙 등록부에 블랙리스트에 등록될 것이다. 통신사는 현지 규제에 따라 블랙리스트에 등록된 전화기의 네트워크 차단을 구현할 수 있거나 구현해야 한다. 그러나 블랙리스트를 우회하는 여러 가지 방법이 있다. 한 가지 방법은 통신사가 블랙리스트를 구현할 필요가 없는 국가로 전화를 보내 그곳에서 판매하는 것이고, 다른 방법은 전화기의 IMEI 번호를 변경하는 것이다. 그럼에도 불구하고, 휴대 전화의 원래 IMEI가 블랙리스트에 등록되면 중고 시장에서 휴대 전화의 가치는 일반적으로 떨어진다.

### 분쟁광물
휴대폰 및 기타 전자기기에 사용되는 금속에 대한 수요는 거의 550만 명의 사망자를 낸 제2차 콩고 전쟁을 부추겼다. 2012년 뉴스 기사에서 가디언은 다음과 같이 보도했다. "동부 콩고의 지하 깊숙한 위험한 광산에서 아이들이 전자 산업에 필수적인 광물을 채굴하기 위해 일하고 있다. 이 광물에서 얻은 이윤은 제2차 세계 대전 이후 가장 유혈이 낭자한 분쟁에 자금을 대고 있으며, 이 전쟁은 거의 20년 동안 지속되었고 최근 다시 격화되었다. 지난 15년 동안 콩고 민주 공화국은 휴대 전화 산업의 주요 천연 자원 공급원이었다." 페어폰사는 분쟁광물을 포함하지 않는 휴대 전화를 개발하기 위해 노력해왔다.

### 코셔폰
영국의 정통 유대교 랍비들은 청소년들의 문자 메시지 사용이 시간을 낭비하고 "불손한" 의사소통으로 이어질 수 있다는 우려 때문에 문자 메시지 기능이 있는 휴대폰을 아이들이 사용하지 않을 것을 권장했다. 이를 해결하기 위해 그들은 문자 메시지 기능이 없는 "코셔" 휴대폰 브랜드에 공식적인 승인을 내렸다. 이 휴대폰들은 불손을 막기 위한 것이지만, 일부 판매업체는 장치의 단순함을 선호하는 성인들에게도 판매가 잘 된다고 보고한다. 다른 정통 유대교인들은 이러한 휴대폰의 필요성에 의문을 제기한다.
이스라엘에서는 안식일 준수를 위해 코셔폰과 유사하게 기능이 제한된 전화기가 존재한다. 정통 유대교에서는 생명을 구하거나 사망 위험을 줄이는 등의 필요가 있는 경우를 제외하고는 안식일 동안 어떤 전기 장치도 사용하는 것이 일반적으로 금지되어 있다. 이러한 전화기는 의료, 보안 및 공공 서비스 종사자와 같은 필수 직업 종사자들이 사용하는 것이 승인된다.

### 제한 사항
휴대 전화 사용에 대한 제한은 건강, 안전, 보안 또는 시설의 적절한 기능, 또는 에티켓 문제 등 다양한 맥락에서 적용된다. 이러한 맥락은 다음과 같다.

#### 운전 중

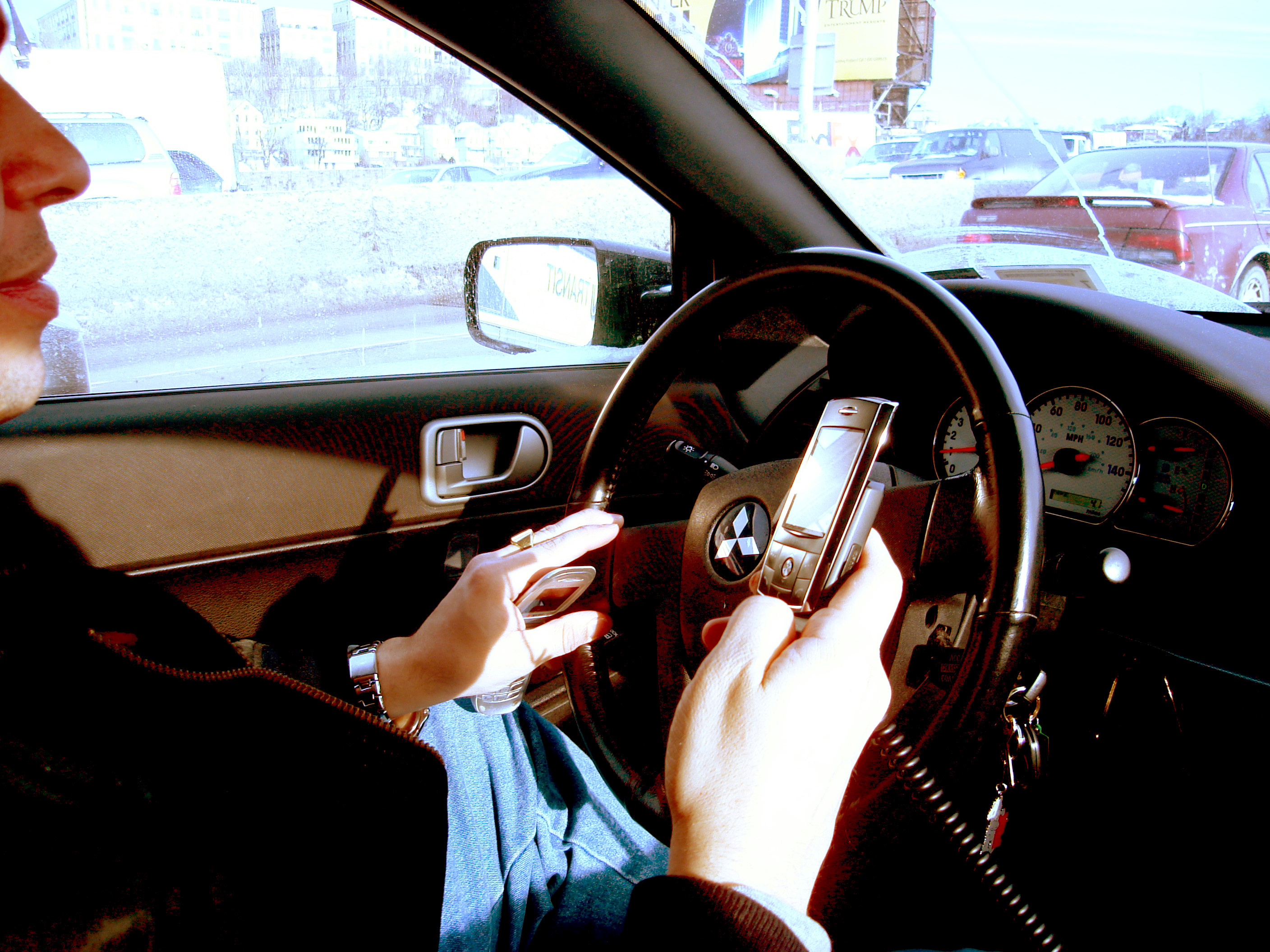
운전자가 두 개의 휴대폰을 동시에 사용하는 모습

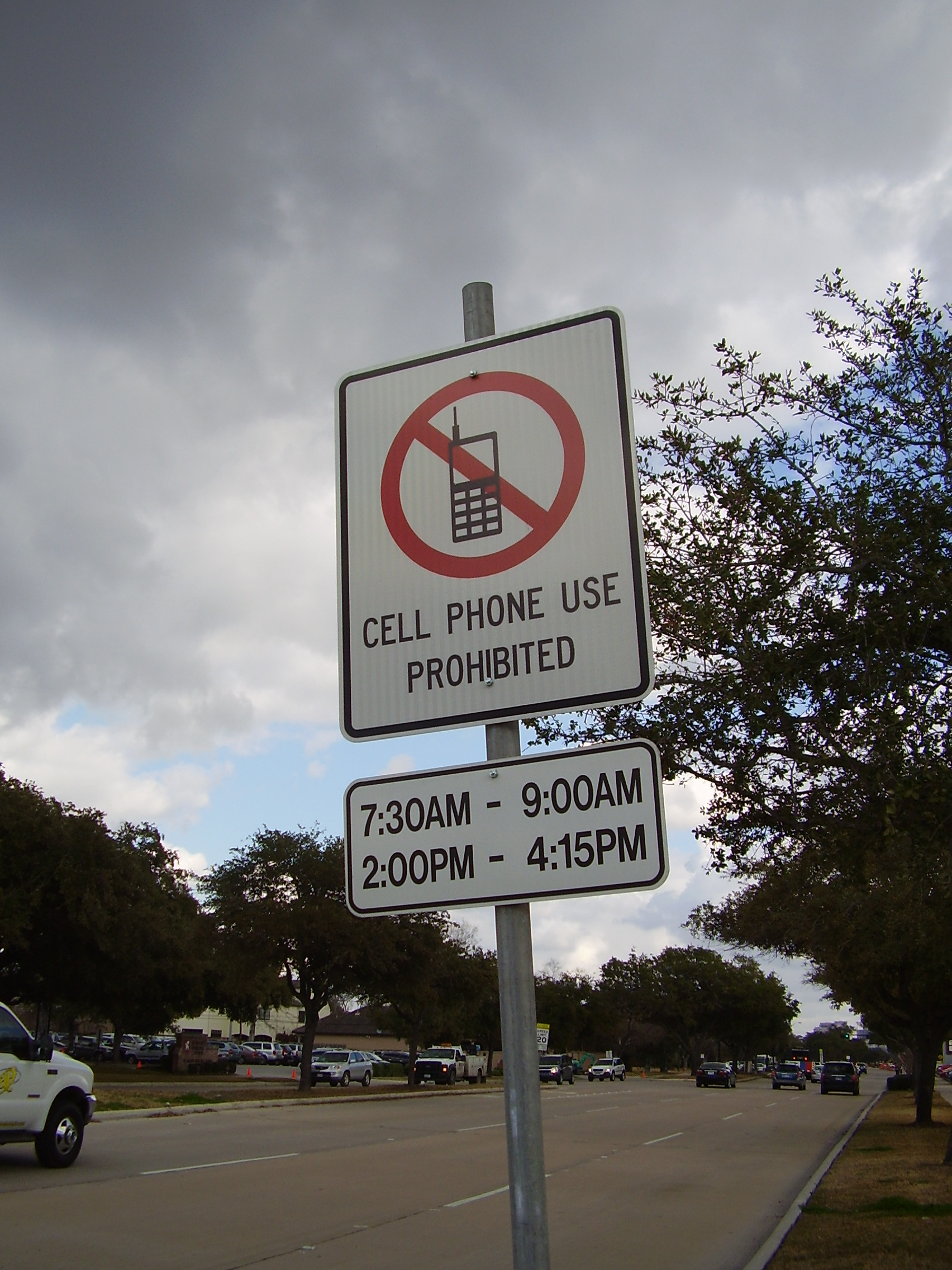
미국에서 휴대 전화 사용을 특정 시간으로 제한하는 표지판 (오전 7:30-9:00 및 오후 2:00-4:15 사이 휴대 전화 사용 금지)

운전 중 휴대 전화 사용은 통화, 문자 메시지 전송, 기타 전화 기능 조작을 포함하여 흔하지만 논란의 여지가 있다. 이는 운전 중 주의분산행위로 인해 위험한 것으로 널리 간주된다. 자동차 운전 중 주의가 산만해지는 것은 사고 위험을 증가시키는 것으로 나타났다. 2010년 9월, 미국 미국 고속도로교통안전국 (NHTSA)은 휴대 전화로 인해 주의가 산만해진 운전자로 인해 995명이 사망했다고 보고했다. 2011년 3월, 미국 보험 회사인 State Farm Insurance는 조사 대상 운전자의 19%가 운전 중 스마트폰으로 인터넷에 접속했다고 밝힌 연구 결과를 발표했다. 많은 지역에서 운전 중 휴대 전화 사용을 금지하고 있다. 이집트, 이스라엘, 일본, 포르투갈, 싱가포르에서는 휴대 전화의 핸드헬드 사용과 스피커폰을 사용하는 핸즈프리 사용 모두 금지된다. 영국과 프랑스를 비롯한 다른 국가들과 많은 미국 주에서는 핸드헬드 전화 사용만 금지되며 핸즈프리 사용은 허용된다.
2011년 연구에 따르면, 조사 대상 대학생의 90% 이상이 운전 중 문자 메시지를 보내거나(시작, 답장 또는 읽기) 받았다.
휴대 전화에서 문자 메시지를 보내면서 운전하는 것, 즉 운전 중 문자 메세지 전송의 위험성에 대한 과학 문헌은 제한적이다. 유타 대학교의 시뮬레이션 연구는 문자 메시지 전송 시 주의 분산 관련 사고가 6배 증가하는 것으로 나타났다.
휴대 전화의 복잡성이 증가함에 따라, 휴대 전화는 종종 사용 가능한 용도 면에서 모바일 컴퓨터에 더 가까워지고 있다. 이는 운전자들이 기기를 사용할 때 한 가지 용도와 다른 용도를 구별하기 어렵게 만들어 법 집행관들에게 추가적인 어려움을 야기했다. 이는 핸드헬드 사용만 금지하는 국가보다는 핸드헬드 및 핸즈프리 사용 모두를 금지하는 국가에서 더 두드러지는데, 이는 공무원들이 운전자를 단순히 바라보는 것만으로는 휴대 전화의 어떤 기능이 사용되는지 쉽게 알 수 없기 때문이다. 이는 운전자가 불법적으로 전화 통화를 위해 기기를 사용한 것으로 오인되어 정지되는 상황으로 이어질 수 있으며, 실제로는 차량 스테레오, GPS 또는 위성 내비게이션과 같은 전화기 내장 제어 장치를 사용하는 등 합법적으로 기기를 사용하고 있었을 수도 있다.
2010년 연구는 자전거를 타면서 휴대 전화를 사용하는 빈도와 그것이 행동 및 안전에 미치는 영향을 검토했다. 2013년 미국 전국 조사에 따르면 운전 중 인터넷에 접속하기 위해 휴대 전화를 사용했다고 보고한 운전자의 수가 거의 4명 중 1명으로 증가했다. 비엔나 대학교에서 실시한 연구는 운전 중 휴대 전화 사용과 같이 부적절하고 문제가 있는 휴대 전화 사용을 줄이기 위한 접근 방식을 조사했다.
운전 중 휴대 전화 통화로 인한 주의 분산 사고는 과속과 유사한 과실로 기소되기 시작했다. 영국에서는 2007년 2월 27일부터 운전 중 휴대용 휴대 전화를 사용하다 적발된 운전자는 벌금 60파운드 외에 면허증에 벌점 3점이 추가된다. 이러한 증가는 법을 무시하는 운전자들의 증가를 막기 위해 도입되었다. 일본은 핸즈프리 장치 사용을 포함하여 운전 중 모든 휴대 전화 사용을 금지한다. 뉴질랜드는 2009년 11월 1일부터 핸드헬드 휴대 전화 사용을 금지했다. 미국 내 많은 주에서는 운전 중 휴대 전화로 문자 메시지 전송을 금지했다. 일리노이는 이 법을 시행한 17번째 미국 주가 되었다. 2010년 7월을 기준으로, 30개 주가 운전 중 문자 메시지 전송을 금지했으며, 켄터키는 7월 15일에 가장 최근에 추가되었다.
공중 보건 법 연구는 미국 내 운전 중 주의분산행위 법률 목록을 유지하고 있다. 이 법률 데이터베이스는 1992년 최초의 법률이 통과된 시점부터 2010년 12월 1일까지 50개 주 및 컬럼비아 특별구 전체에 걸쳐 운전 중 모바일 통신 장치 사용을 제한하는 법률 조항에 대한 포괄적인 정보를 제공한다. 데이터 세트에는 규제되는 활동(예: 문자 메시지 대 통화, 핸즈프리 대 핸드헬드), 대상 인구 및 면제 사항을 포함한 22가지 이분형, 연속형 또는 범주형 변수에 대한 정보가 포함되어 있다.

#### 보행 중

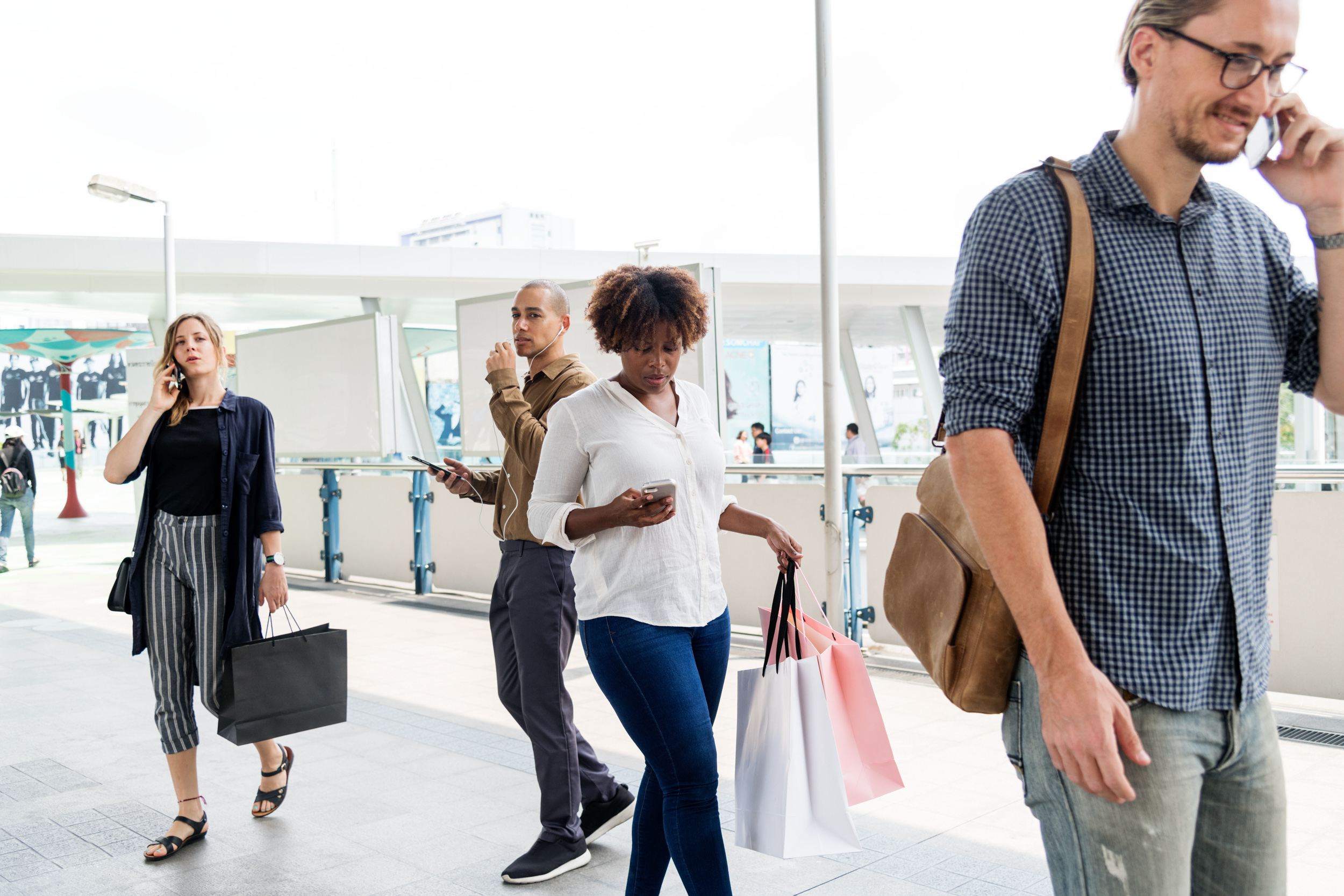
걸으면서 휴대폰을 사용하는 사람들

2011년에서 2019년 사이에 미국에서 휴대폰 사용과 관련된 보행자 부상이 약 30,000건 발생한 것으로 추정되며, 이로 인해 일부 관할 구역에서는 보행자의 휴대폰 사용을 금지하려는 시도가 있었다. 중국과 네덜란드와 같은 다른 국가에서는 스마트폰 사용자를 위한 특별 차선을 도입하여 이들을 유도하고 관리하는 데 도움을 주고 있다.

#### 병원 내
2007년 현재, 일부 병원에서는 일반적인 오해로 인해 휴대 기기 사용이 상당한 전자파장애를 일으킬 것이라는 이유로 금지했다.

#### 건강 영향
스크린 타임, 즉 화면이 있는 장치를 사용하는 시간은 스마트폰이 도입된 이후 휴대 전화의 문제가 되었다. 스크린 타임과 아동 발달에서의 정신적, 신체적 피해 사이의 상관 관계를 보여주는 연구가 진행 중이다. 피해를 방지하기 위해 일부 부모들과 심지어 정부는 사용을 제한하고 있다.
휴대 전화 사용이 암을 유발할 수 있다는 소문이 있었지만, 이는 근거 없는 소문이다.
휴대 전화가 암을 유발한다는 소문이 있지만, 국제암연구소(IARC)가 스마트폰 사용과 뇌종양 위험 증가 가능성이 있을 수 있다고 발표한 연구가 있었는데, 이는 확인되지 않았다. 그들은 또한 연구를 위한 데이터 부족과 15년의 사용 기간으로 인해 스마트폰과 뇌종양의 원인에 대한 추가 연구가 필요할 것이라고 언급했다.

#### 교육적 영향
런던 정치경제대학교의 연구에 따르면, 학교에서 휴대폰 사용을 금지하는 것이 학생들의 학업 성과를 높일 수 있으며, 이는 연간 한 주 추가 교육과 맞먹는 이점을 제공한다고 한다.

## 문화 및 인기
휴대 전화는 가장 널리 사용되고 판매된 소비 기술 제품 중 하나로 중요한 인간 발명품으로 간주된다. 또한 문화적으로 상징적인 의미를 갖게 되었다. 예를 들어 일본 휴대 전화 문화에서는 휴대 전화가 종종 장신구로 장식된다. 때로는 패션 상징이 되기도 했다. 모토로라 레이저 V3와 싸이언 초콜릿은 휴대 전화의 본래 목적인 모바일 통신 장치에 반드시 초점을 맞추지 않으면서도 패셔너블한 디자인으로 인기를 끌었던 두 가지 예시이다.
일부 사람들은 휴대 전화나 스마트폰이 지위 상징이라고 주장하기도 했다. 예를 들어, 한 연구 논문에서는 특히 애플 아이폰을 소유하는 것이 지위 상징으로 여겨진다고 제안했다.
휴대 전화에서 수행되는 텍스트 메시징은 또한 'SMS 언어'의 탄생을 이끌었다. 또한 이모지의 인기를 증가시켰다.

## 같이 보기
- 이용 휴대 전화 대수에 따른 나라 목록
- 아이폰
- 스마트폰
- 태블릿 PC
- 태블릿 컴퓨터
- 카메라폰
- PDA폰
- 피처 폰
- 휴대 전화 문자 입력 방식
- LTE, LTE-A, 5G
- 퀄컴
- SK텔레콤, KT, LG유플러스, 헬로모바일, 스노우맨
- 보다폰